# Сидоренко, Иван Тимофеевич
Иван Тимофеевич Сидоренко (24 марта 1910, Липовая Долина, Полтавская губерния — 3 июля 1995, Усть-Лабинск, Краснодарский край) — советский хозяйственный, государственный и политический деятель, Герой Социалистического Труда (1971).

## Биография
Родился 24 марта 1910 года в селе Липовая Долина. Член КПСС.
С 1929 года — на хозяйственной, общественной и политической работе. В 1929—1985 годах — агроном Миловановской машинно-тракторной станции Кропоткинского района Краснодарского края, помощник районного агронома в Кропоткинском райземотделе, в Кропоткинском госсортучастке, в колхозе «Красный Кубанец» станицы Кавказской Кропоткинского района, участник Великой Отечественной войны, агроном Кубанского госсортучастка Гулькевичского района, заведующий Усть-Лабинского госсортучастка, председатель колхоза имени Жданова в станице Воронежская, председатель колхоза «Кубань» Усть-Лабинского района Краснодарского края.
Указом Президиума Верховного Совета СССР от 8 апреля 1971 года присвоено звание Героя Социалистического Труда с вручением ордена Ленина и золотой медали «Серп и Молот».
Заслуженный агроном РСФСР.
Умер 3 июля 1995 года в Усть-Лабинске.